# Paranerita persimilis
Paranerita persimilis là một loài bướm đêm thuộc phân họ Arctiinae, họ Erebidae.